# Rarefacció
La rarefacció és la reducció de la densitat d'un medi, l'oposat a la compressió. També es pot referir a una àrea de relativa baixes pressions que segueix a una ona sonora.
Anaxímenes de Milet, deixeble d'Anaximandre i l'últim pertanyent a l'Escola de Milet, va dir que tot es formava mitjançant la rarefacció (formació del foc) i la condensació (formació del núvols, la terra i l'aigua) de l'aire, que considerava el principi o arque de totes les coses.